# Diploma militare (esercito romano)

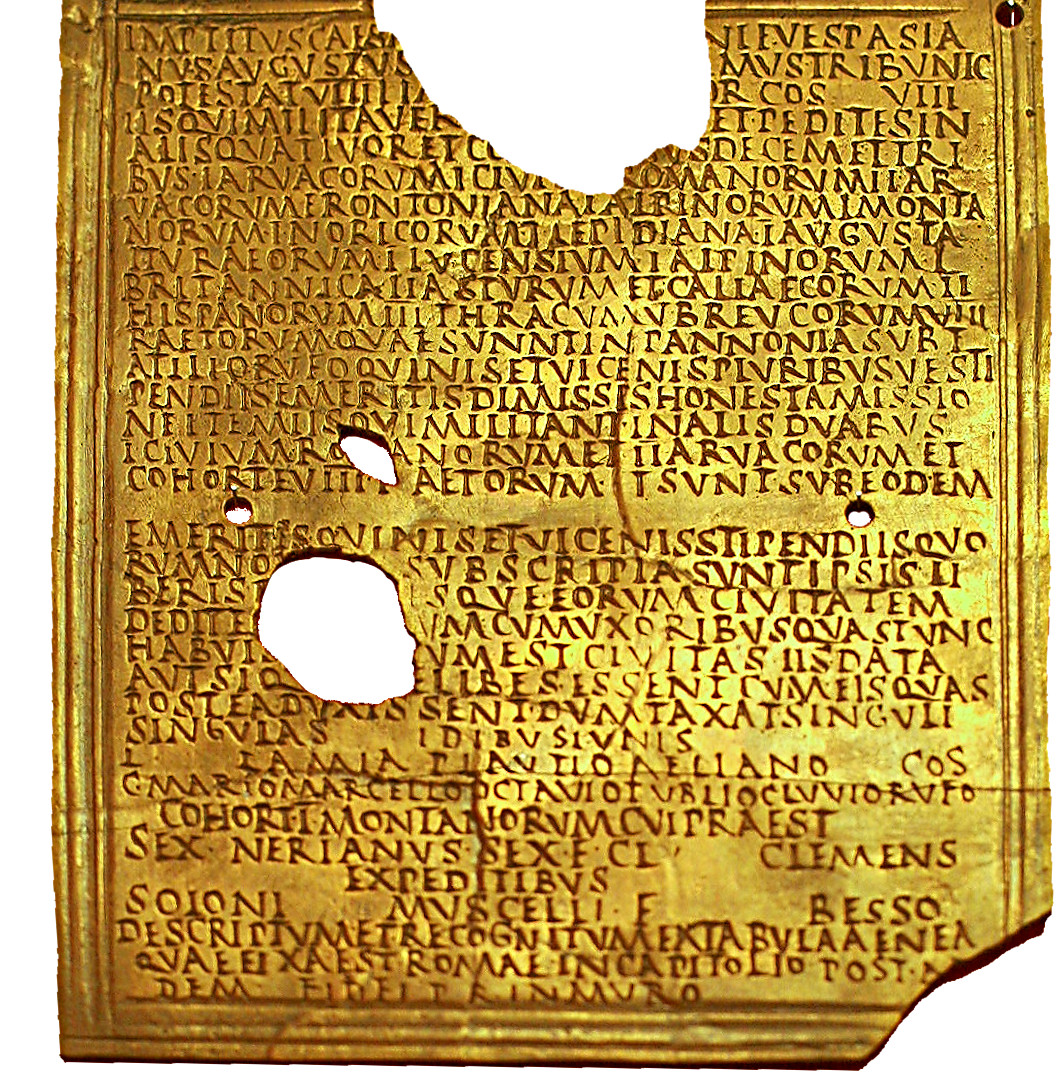
Un diploma militare distribuito al termine della honesta missio, rinvenuto nei pressi della fortezza legionaria di Carnuntum a Klosterneuburg, databile al tempo dell'imperatore Tito (13 giugno dell'80 d.C.).

Un diploma militare dell'esercito romano era un documento scritto su una tavoletta in bronzo, attestante che chi ne era titolare, era stato congedato con onore (honesta missio, solitamente dopo 20-25 anni) da parte delle forze armate romane e/o aveva ricevuto la concessione della cittadinanza romana da parte dell'Imperatore (nel caso si trattasse di un ausiliario, poiché i legionari già la possedevano), come ricompensa del servizio.
Il diploma era una copia autentica di un originale (constitutio), rilasciato dall'Imperatore, recante l'unità dove si era svolta la ferma del soldato, ora veterano in congedo. La constitutio era registrata su una grande tavola di bronzo affissa su di un muro (dietro il tempio di Augusto, verso il tempio di Minerva), depositato nell'archivio militare di Roma, sebbene nessuno di questi è stato mai trovato, forse perché furono fusi in epoche successive alla caduta dell'Impero romano d'Occidente.

## Storia
I diplomi sembra furono distribuiti a partire dal Principato, per congedare quei veterani che avevano servito in quelle unità militari di non-cittadini romani, chiamati peregrini. Questi corpi erano in definitiva, sia gli ausiliari, sia i marinai della flotta militare, la cavalleria della guardia pretoriana (equites singulares Augusti), le cohortes urbanae della città di Roma.
Il primo diploma conosciuto risale al principato di Claudio ed è databile al 52. In questo periodo si cominciò a rendere regolare la pratica di garantire la cittadinanza romana ai non-cittadini ausiliari dopo 25 anni di servizio (26 anni nel caso della marina militare romana).
I diplomi non furono normalmente rilasciati ai legionari congedati, poiché aventi già la cittadinanza romana. Tuttavia, tali diplomi furono rilasciati anche ai legionari subito dopo la guerra civile degli anni 68/69. Come misura di emergenza, 2 nuove legioni, la I e II Classica (poi rinominate come legio I e II Adiutrix, rispettivamente) furono formate soprattutto da marinai della flotta militare, molti dei quali non avevano ancora la cittadinanza romana. Alla fine della crisi, a questi nuovi legionari fu quindi consegnato un diploma che ne attribuiva la cittadinanza, al pari di tutte le altre legioni romane.
Nel 212, con la Constitutio Antoniniana, voluta dall'imperatore Caracalla, la cittadinanza romana fu concessa a tutti gli abitanti dell'Impero, ponendo fine alla classe dei peregrini. Ciò rese i diplomi militari in gran parte inutili, tanto che l'ultima data nota di un diploma ausiliario risale al 203. È vero anche che diplomi che attestavano l'honesta missio in marina, nella cavalleria della guardia pretoriana o tra gli urbaniciani, continuarono ad essere emessi fino alla fine del III secolo. Questo potrebbe essere spiegato dal fatto che i non-cittadini, come i barbari (ovvero gli stranieri al di fuori dell'Impero romano) erano ancora reclutati in tali unità.

## Diritti concessi
Al veterano era concessa la cittadinanza romana, che significava avere anche importanti vantaggi legali e fiscali, compresa l'esenzione dalla tassa elettorale (tributum capitis), dovuta da tutti i non-cittadini, sudditi dell'Impero. La cittadinanza veniva anche concessa ai figli naturali del veterano, ma non alla moglie o compagna. Fino a circa il 140, tutti i figli del veterano, nati durante il suo servizio, acquisivano tali diritti. Dopo tale data, sembra che la concessione della cittadinanza fu limitata ai figli nati dopo il congedo (a meno che il veterano non avesse registrato i figli nati prima del suo arruolamento).
Fino al tempo dell'imperatore Settimio Severo, era proibito ai soldati sposarsi durante il servizio attivo permanente. In pratica, molte relazioni formatesi e stabilizzatesi con donne locali, generarono un crescendo di famiglie attorno agli accampamenti romani (canabae). Alcuni diplomi regolarizzavano in modo retroattivo tale stato di fatto del singolo soldato, concedendo al veterano oltre alla cittadinanza, anche il diritto di connubio (ius connubii) con non-cittadini. Un'eccezionale constitutio/ordinanza dell'imperatore Adriano ci è giunta attraverso 3 diplomi militari, secondo i quali egli concesse la cittadinanza anche a due persone a scelta (tra genitori e fratelli dei veterani), in aggiunta a quella concessa ai loro figli.

## Descrizione dell'oggetto
Il diploma era costituito da due tavole di bronzo incernierate tra loro. Le iscrizioni sarebbero state incise su entrambi i lati, di entrambe le piastre. Il testo completo di un diploma era inciso sul lato esterno della cosiddetta tavola 1, mentre sul lato esterno della tavola 2 erano visualizzati i nomi dei 7 testimoni che partecipavano alla cerimonia, i loro sigilli, coperti e protetti da strisce di metallo (guarnizioni che raramente sopravvissero, essendo di materiale organico). Il testo della tavola 1 fu riprodotto esattamente sui due lati interni. Le piastre sarebbero poi state ripiegate, chiuse e sigillate insieme, in modo che l'iscrizione esterna risultasse leggibile senza rompere i sigilli. L'iscrizione interna era in sostanza la copia ufficiale di un atto notarile del testo pubblicato sulla constitutio a Roma. La doppia iscrizione ed i sigilli servivano presumibilmente ad impedire la falsificazione o l'alterazione.

## Procedura
In uno scenario ipotizzabile, il titolare riceveva il diploma "sigillato", contenente il nominativo della provincia o della civitas (città/provincia), dove aveva intenzione di "andare in pensione". Avrebbe, quindi, presentato il proprio diploma al custode degli archivi, presso la sede del governatore provinciale (o forse presso gli uffici della sola civitas). L'archivista avrebbe, pertanto, rotto i sigilli e controllato che i dati scritti internamente corrispondessero a quelli esterni. Se tutto era in ordine, inseriva il nome del titolare del diploma sul registro dei residenti tra i cittadini romani.
La disposizione con i nomi dei soldati beneficiari veniva incisa su tavola di bronzo ed esposta al pubblico fino all'88 sul Campidoglio e, dal 90, sul muro posteriore al nuovo tempio del Divo Augusto fatto rifare da Domiziano. Quello che i soldati ricevevano brevi manu era, di conseguenza, un estratto del documento ufficiale affisso a Roma.

## Contenuto
Premesso che sono stati recuperati oltre 800 diplomi del Principato, ne sono stati invece pubblicati 650, dove la maggioranza è sopravvissuta solo in forma frammentaria. Ciò costituisce un corpus di materiale documentario assai raro e prezioso per questo periodo romano. La sopravvivenza di questi oggetti è dovuta principalmente al fatto che sono stati redatti su metallo, piuttosto che su materiale deperibile come papiro, legno o cera. Il grande vantaggio, poi, di questi diplomi per gli storici moderni sta nel fatto che sono quasi tutti databili. Esiste, infatti, una data collegabile sia all'anno di tribunicia potestas del singolo Imperatore, sia al giorno e mese del rilascio della copia autenticata, accompagnata dal nome dei consoli in carica. Ciò risulta anche utile per stilare un miglior elenco dei consoli suffecti del periodo.
A questi primi elementi va aggiunto anche il nome del governatore provinciale, utile per il cursus honorum sia dell'ordine senatorio sia di quello equestre. I diplomi di solito registrano anche i nomi di numerose unità ausiliarie provinciali, utili per comprendere, periodo per periodo, quale fosse la forza militare di ogni singola provincia a seconda delle guerre che si sviluppavano lungo quel tratto di limes. Così un unico diploma può produrre i nomi di oltre 25 unità incluse nella stessa provincia, tenendo conto della loro provenienza o composizione.
Erano infine presenti le seguenti informazioni relative al beneficiario: reparto di appartenenza, nome del comandante del reparto, grado militare e nome del beneficiario, nome del padre di beneficiario ed origine (nazione, tribù o città), nome della moglie del beneficiario (e nome di suo padre ed origine) e dei figli a cui era concessa la cittadinanza. Qui di seguito un esempio per meglio comprendere:
- elenco delle unità provinciali (in questo caso della Britannia): proconsul equitibus et peditibus qui militaverunt in alis decem et tribus (13) et cohortibus triginta et septem (37) quae appellantur: I Pannoniorum Sabiniana et I Pannoniorum Tampiana, et I Hispanorum Asturum et I Tungrorum et II Asturum et Gallorum Picentiana et Gallorum et Thracum classiana civium Romanorum Sebosiana et Vettonum Hispanorum civium Romanorum et Agrippiana Miniata et Augusta Gallorum et Augusta Vocontiorum civium Romanorum et I Frisiavonum et I Vangionum milliaria et I Celtiberorum et I Thracum et I Afrorum civium Romanorum et I Nervia Germanorum milliaria et I Hamionum sagittaria et I Delmatarum et I Aquitanorum et I Ulpia Traiana Cugernorum civium Romanorum et I Morinorum et I Menapiorum et I Sunucorum et I Betasiorum et I Batavorum et I Tungrorum et I Hispanorum et II Gallorum et II Basconum civium Romanorum et II Thracum et II Lingonum et II Asturum et II Delmatarum et II Nerviorum et III Bracarorum et III Lingonum et IV Gallorum et IV Lingonum et IV Breucorum et IV Delmatarum et V Raetorum et V Gallorum et VI Nerviorum et VII Thracum quae sunt in Britannia;
- nome del governatore provinciale: sub Aulo Platorio Nepote;
- durata del servizio e benefici: quinque et viginti stipendiis emeritis dimissis honesta missione per Pompeium Falconem quorum nomina subscripta sunt ipsis liberis posterisque eorum civitatem dedit et conubium cum uxoribus quas tunc habuissent cum est civitas iis data aut si qui caelibes essent cum iis quas postea duxissent dumtaxat singulis singulas ante;
- datazione e consoli dell'anno: diem XVI Kalendas Augustas, Tiberio Iulio Capitone, Lucio Vitrasio Flaminino consulibus;
- unità di appartenenza e comando: alae I Pannoniorum Tampianae cui praeest Fabius Sabinus ex-sesquipliciario, Gemello Breuci filio Pannonio.
- i dati sopra, erano ripetuti nuovamente internamente: Imperator Caesar divi Traiani Parthici filius divi Nervae nepos Traianus Hadrianus Augustus pontifex maximus tribunicia potestate VI consul III proconsul; equitibus et peditibus qui militaverunt in alis decem et tribus et cohortibus triginta et septem quae appellantur I Pannoniorum Sabiniana et I Pannoniorum Tampiana et I Hispanorum Asturum et I Tungrorum et II Asturum et Gallorum Picentiana et Gallorum et Thracum classiana civium Romanorum et Gallorum Petriana milliaria civium Romanorum et Gallorum Sebosiana et Vettonum Hispanorum civium Romanorum et Agrippiana Miniata et Augusta Gallorum et Augusta Vocontiorum civium Romanorum et I Nervia Germanorum milliaria et I Celtiberorum et I Thracum et I Afrorum civium Romanorum et I Lingonum et I fida Vardullorum milliaria civium Romanorum et I Frisiavonum et I Vangionum milliaria et I Hamiorum sagittaria et I Delmatarum et I Aquitanorum et I Ulpia Traiana Cugernorum civium Romanorum et I Morinorum et I Menapiorum et I Sunucorum et I Baetasiorum et I Batavorum et I Tungrorum et I Hispanorum et II Gallorum et II Vasconum civium Romanorum et II Thracum et II Lingonum et II Asturum et II Delmatarum et II Nerviorum et III Nerviorum et III Bracarorum et III Lingonum et IIII Gallorum et IIII Breucorum et IIII Delmatarum et V Raetorum et V Gallorum et VI Nerviorum et VII Thracum quae sunt in Britannia sub Aulo Platorio Nepote; quinque et viginti stipendiis emeritis dimissis honesta missione per Pompeium Falconem quorum nomina subscripta sunt ipsis liberis posterisque eorum civitatem dedit et conubium cum uxoribus quas tunc habuissent cum est civitas iis data aut si qui caelibes essent cum iis quas postea duxissent dumtaxat singulis singulas; ante diem XVI Kalendas Augustas, Tiberio Iulio Capitone, Lucio Vitrasio Flaminino consulibus; alae I Pannoniorum Tampianae cui praeest Fabius Sabinus ex sesquiplicario Gemello Breuci filio Pannonio;
- registrato a Roma presso il tempio di Augusto: descriptum et recognitum ex tabula aenea quae fixa est Romae in muro post templum divi Augusti ad Minervam.
- I nomi dei 7 testimoni: Tiberi Claudi Menandri, Auli Fulvi Iusti, Tiberi Iuli Urbani, Luci Pulli Daphni, Luci Noni Victoris, Quinti Lolli Festi, Luci Pulli Anthi.»

(CIL XVI, 69.)

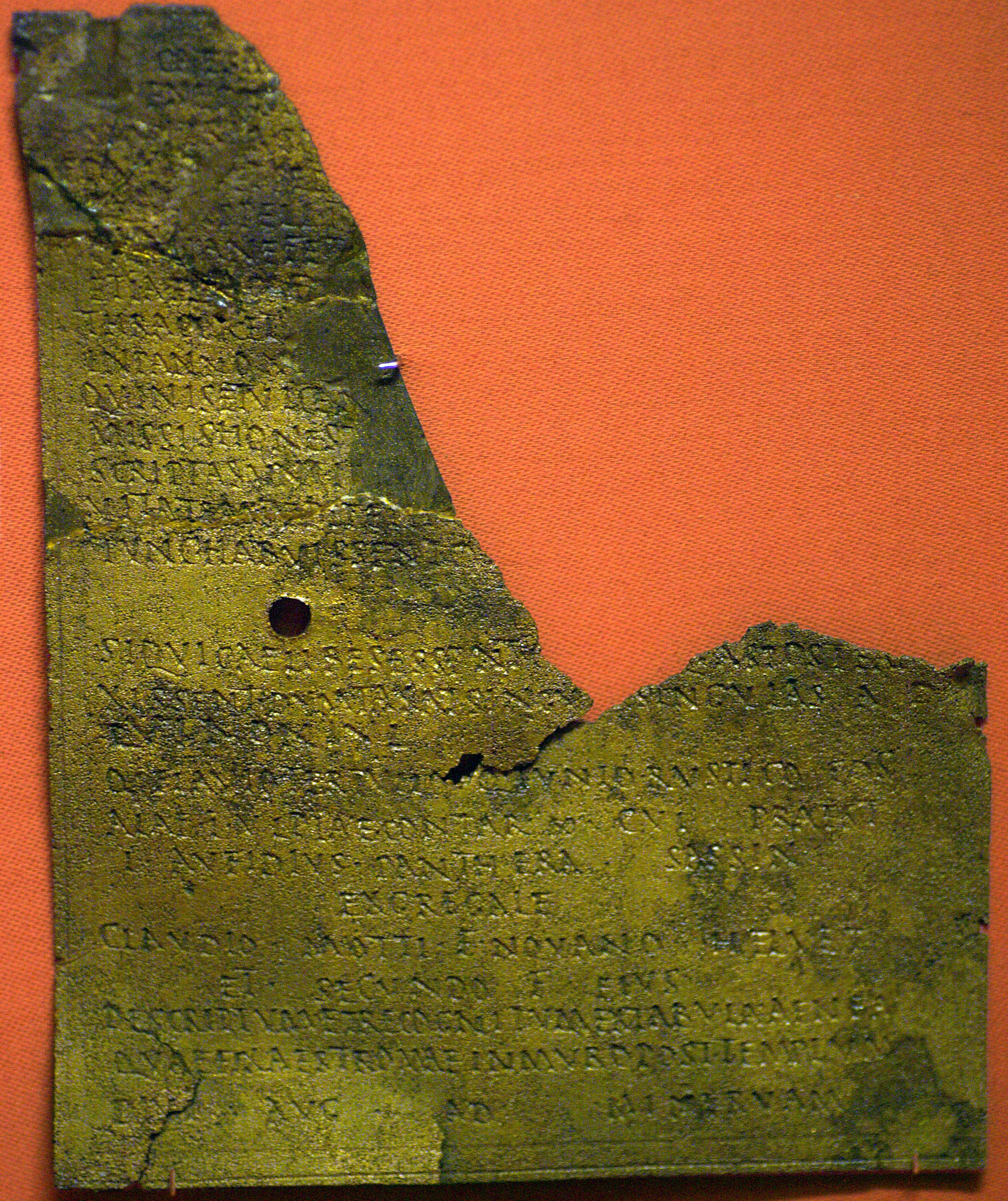
Altro esempio di diploma militare rinvenuto ad Arrabona (in Pannonia superiore) ed oggi conservato presso il Museo austriaco di Carnuntum.